# 7 de julho na Universíada de Verão de 2009
O dia 7 de julho de 2009 foi o oitavo dia de competições da Universíada de Verão de 2009. Foram disputadas onze modalidades e 17 finais. Foi o último dia de competições da esgrima e iniciaram-se as competições de atletismo, judô e tiro com arco.

## Modalidades
| - Atletismo - Basquetebol - Esgrima - Judô | - Natação - Polo aquático - Saltos ornamentais - Tênis | - Tênis de mesa - Tiro com arco - Voleibol |

## Campeões do dia
Esses foram os "campeões" (medalhistas de ouro) do dia:
| Medalhas de Ouro   | Medalhas de Ouro            | Medalhas de Ouro | Medalhas de Ouro                                                 | Medalhas de Ouro | Medalhas de Ouro |
| Modalidades        | Evento                      | País             | Atleta(s)                                                        | Recorde          | Ref.             |
| ------------------ | --------------------------- | ---------------- | ---------------------------------------------------------------- | ---------------- | ---------------- |
| Atletismo          | Lançamento de peso masc.    | Rússia           | Soslan Tsyrikhov                                                 | —                |                  |
| Atletismo          | 10.000m feminino            | Japão            | Kasumi Nishihara                                                 | —                |                  |
| Esgrima            | Espada por equipe masculina | Rússia           | Artur Akhmatkhuzin Igor Gridnev Dmitri Rigin Dmitry Zherebchenko | —                | [ 2 ]            |
| Esgrima            | Sabre por equipe feminina   | Ucrânia          | Olga Kiseleva Nina Kozlova Iryna Kravchuk Olena Voronina         | —                | [ 3 ]            |
| Judô               | Masculino até 100 kg        | França           | Cyrille Maret                                                    | —                |                  |
| Judô               | Masculino acima de 100 kg   | Países Baixos    | Luuk Verbij                                                      | —                |                  |
| Judô               | Feminino até 78 kg          | França           | Geraldine Mentouopou                                             | —                |                  |
| Judô               | Feminino acima de 78 kg     | China            | Qin Qian                                                         | —                |                  |
| Natação            | 200m nado livre masculino   | Japão            | Sho Uchida                                                       | —                |                  |
| Natação            | 800m nado livre masculino   | Estados Unidos   | Chad Latourette                                                  | UR               | [ 4 ]            |
| Natação            | 200m medley masculino       | Estados Unidos   | Alex Vanderkaay                                                  | —                |                  |
| Natação            | 100m nado livre feminino    | Hong Kong        | Hannah Wilson                                                    | UR               | [ 4 ]            |
| Natação            | 100m nado peito feminino    | Itália           | Chiara Boggiatto                                                 | UR               | [ 4 ]            |
| Saltos ornamentais | 1m individual masculino     | Rússia           | Evgeniy Novoselov                                                | —                |                  |
| Saltos ornamentais | 10m sincronizado feminino   | China            | Lao Lishi Chen Ni                                                | —                | [ 5 ]            |
| Tênis de mesa      | Equipe masculina            | China            | Cui Qinglei Jin Yixiong Li Yang Wang Zhen Xu Xin                 | —                | [ 6 ]            |
| Tênis de mesa      | Equipe feminina             | China            | Cai Shanshan Dai Ningyang Liu Juan Ma Yuefei Tang Liying         | —                | [ 7 ]            |

## Líderes do quadro de medalhas ao final do dia
| Ordem | País               | Medalha de ouro | Medalha de prata | Medalha de bronze |    |
| ----- | ------------------ | --------------- | ---------------- | ----------------- | -- |
| 1     | CHN China          | 12              | 16               | 10                | 38 |
| 2     | KOR Coreia do Sul  | 11              | 6                | 7                 | 24 |
| 3     | JPN Japão          | 6               | 4                | 12                | 22 |
| 4     | RUS Rússia         | 5               | 10               | 10                | 25 |
| 5     | USA Estados Unidos | 5               | 4                | 5                 | 14 |